# Lilla Mörtevatten
Lilla Mörtevatten är en sjö i Stenungsunds kommun i Bohuslän och ingår i Göta älv-Bäveåns kustområde. Sjöns area är 0,005 kvadratkilometer och den är belägen 150 meter över havet.